# Mahidolia mystacina
Mahidolia mystacina là một loài cá biển thuộc chi Mahidolia trong họ Cá bống trắng. Loài cá này được mô tả lần đầu tiên vào năm 1837.

## Từ nguyên
Từ định danh mystacina bắt nguồn từ μύστᾰξ (mústax) trong tiếng Hy Lạp cổ đại nghĩa là “ria mép”, hàm ý đề cập đến cấu tạo hàm của loài cá này, được nối với góc xương trước nắp mang bằng một dây hãm dày (hậu tố înos bắt nguồn từ ινος dùng để chuyển đổi danh từ thành tính từ).

## Tình trạng phân loại
M. mystacina có nhiều biến dị kiểu hình về màu sắc và hình dạng vây lưng. Vài trong số đó là kiểu hình dị hình giới tính, nhưng vẫn có khả năng là có nhiều loài ẩn sinh (cryptic species) cùng tồn tại dưới danh pháp M. mystacina.

## Phân bố và môi trường sống
M. mystacina tạm thời vẫn được xem là loài hợp lệ cho đến khi có những phân tích hình thái và di truyền để giải quyết tình trạng phân loại của chúng. Hiện loài này có phân bố khắp vùng Ấn Độ Dương - Thái Bình Dương, gồm cả Biển Đỏ. Từ Mozambique và Madagascar, phạm vi của M. mystacina trải dài về phía đông đến quần đảo Marshall và quần đảo Société, xa về phía nam đến bờ bắc Úc và Nouvelle-Calédonie, ngược lên phía bắc đến miền nam Nhật Bản.
Ở Việt Nam, M. mystacina được ghi nhận tại khu vực vịnh Bắc Bộ, vùng vịnh Khánh Hòa, đầm Đông Hồ (Kiên Giang).
M. mystacina sống trên nền đáy bùn ở cửa sông, trong rừng ngập mặn và rạn san hô ngoài khơi, độ sâu khoảng 5–25 m.

## Mô tả

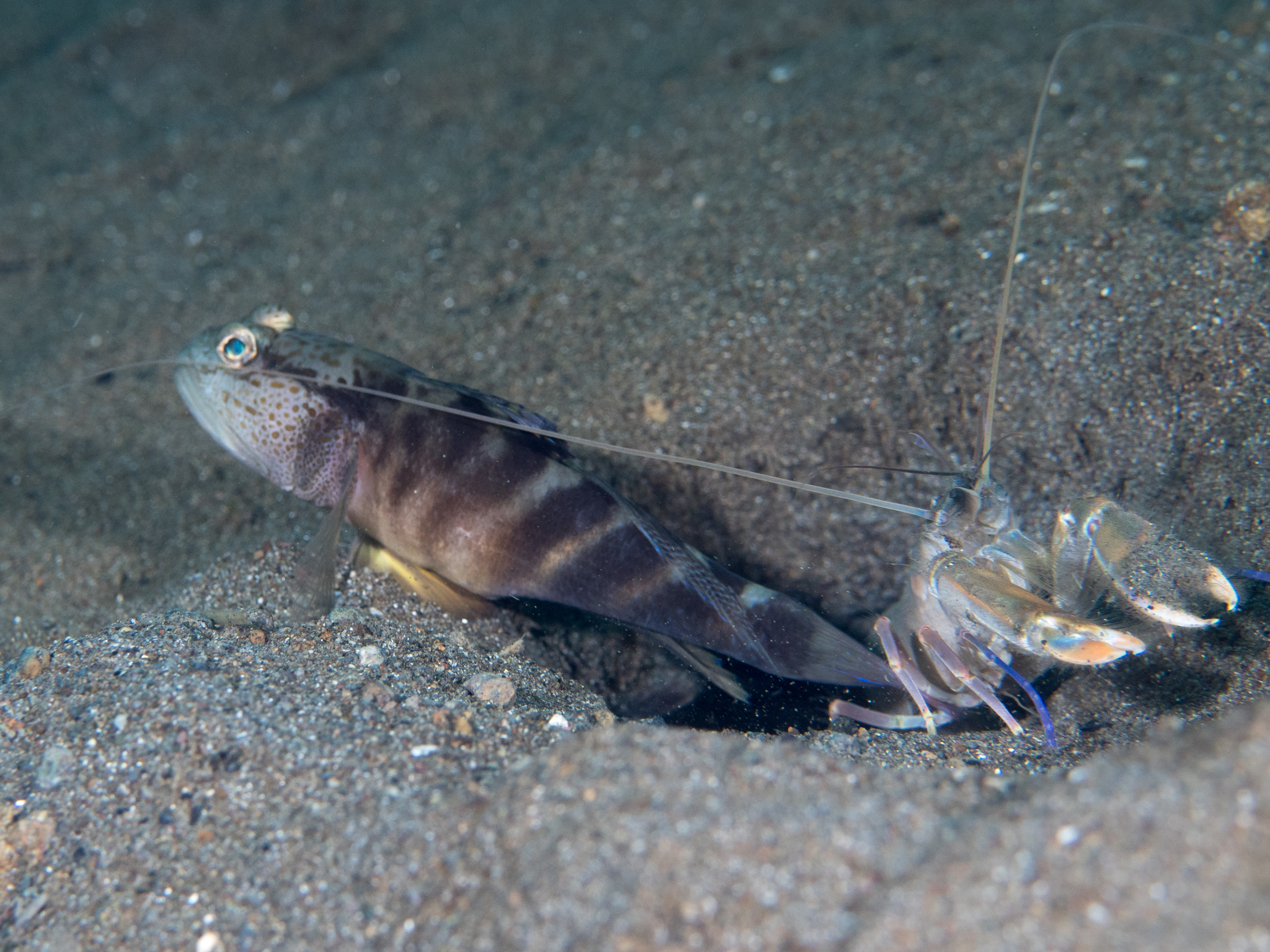
M. mystacina và tôm Alpheus

M. mystacina có nhiều kiểu màu được biết đến, bao gồm trắng xám, vàng nâu hoặc nâu sẫm. Cơ thể có nhiều sọc nâu đen. Đầu có nhiều chấm cam. Vây lưng trước hình quạt, có một hoặc nhiều đốm đen (cá đực), hoặc xen kẽ các sọc màu sẫm và sáng sắc (cá cái).

## Sinh thái
M. mystacina sống cộng sinh trong hang với tôm gõ mõ Alpheus.